# Салине (Ровиго)
Салине је насеље у Италији у округу Ровиго, региону Венето.
Према процени из 2011. у насељу је живело 126 становника. Насеље се налази на надморској висини од 3 м.